# Минин (крейсер)
«Минин», со 2 марта 1909 года «Ладога» — броненосный крейсер (броненосный фрегат) русского императорского флота. Построен по проекту корабельного инженера Н. А. Самойлова. Наблюдающий за постройкой — корабельный инженер полковник А. Я. Гезехус.

## История службы
- Осень 1878 года — первое плавание в Средиземное море.
- 1887 год — на Франко-Русском заводе огнетрубные котлы заменены на водотрубные котлы системы Бельвиля (впервые в русском флоте).
- 1 февраля 1892 года — переклассифицирован в крейсер 1-го ранга.
- Май 1892 года — крейсер вернулся на Балтику из последнего заграничного плавания.
- 1898 год — крейсер переоборудован в учебный корабль: установлена паровая машина двойного расширения с черноморского парохода «Опыт» (бывшая царская яхта «Ливадия»), парусный рангоут заменен легкими мачтами, за счет уменьшения запаса топлива оборудованы новые жилые и учебные помещения, изменён состав вооружения.

- 11 марта 1906 года — переклассифицирован из крейсеров 1-го ранга в учебный корабль.
- 1908 год — переоборудован в плавучий минный склад.
- 2 марта 1909 года — присвоено название «Ладога».
- 23 октября 1909 года — Зачислен в балтийский отряд минных заградителей.
- 27 октября 1912 года — Переоборудован в минный заградитель (в батарейной палубе устроены рельсы и забортные кормовые скаты). Установлены котлы производства Черноморского механического и котельного завода.
- 15 августа 1915 года — погиб, подорвавшись на мине, выставленной у острова Эре германской подводной лодкой UC-4, получил пробоину в носовой части по левому борту. В результате быстрого затопления водой котельного отделения произошел взрыв котлов, после чего корабль затонул. Из состава экипажа погибло 5 человек.

## Известные люди, служившие на корабле

### Командиры
- 04.10.1865[1] — 04.04.1866 — капитан 2-го ранга Пещуров, Алексей Алексеевич
- 01.01.1869 — 16.03.1870 — флигель-адъютант капитан 1-го ранга Федоровский, Михаил Яковлевич
- 16.03.1870 — после 23.01.1873 — капитан 2-го ранга (с 01.01.1871 капитан 1-го ранга) Корнилов, Алексей Александрович
- хх.хх,хххх — 08.03.1876 — капитан 1-го ранга Колонг, Константин Фёдорович
- 29.03.1876 — 1882 — капитан 1-го ранга Назимов, Павел Николаевич
- 1882 — 1887 — капитан 1-го ранга Гренквист, Роман Андреевич
- 01.01.1887 — хх.хх,хххх — капитан 1-го ранга Львов, Лев Иванович
- 01.01.1889 — 09.11.1889 — капитан 1-го ранга Благодарев, Вадим Васильевич
- 1889 — 1890 капитан 1-го ранга Энегельм, Фёдор Петрович
- 1890 — 1892 капитан 1-го ранга Бирилёв, Алексей Алексеевич
- хх.хх.1893 — хх.хх.1894 — капитан 1-го ранга Чириков, Сергей Николаевич
- 06.09.1894 — хх.хх.1895 — капитан 1-го ранга Плаксин, Арсений Петрович
- хх.хх.1895 — хх.хх.1896 — капитан 1-го ранга Чихачёв, Валериан Павлович
- хх.хх.1897 — 26.01.1898[2] — капитан 1-го ранга Андреев, Константин Матвеевич
- 26.01.1898[2] — 01.05.1900 — капитан 1-го ранга Ларин, Валериан Андреевич
- 01.05.1900 — 06.12.1901 — капитан 1-го ранга Небогатов, Николай Иванович
- 06.12.1901 — 24.07.1906 — капитан 1-го ранга Бергштрессер, Николай Карлович
- 11.09.1906 — 02.10.1906 — командующий капитан 2-го ранга Римский-Корсаков, Пётр Воинович
- 02.10.1906 — хх.хх.1909 — капитан 2-го ранга (с 06.12.1906 капитан 1-го ранга) фон Петц, Александр Германович
- 10.08.1909 — хх.хх.1912 — капитан 2-го ранга (с 28.12.1909 капитан 1-го ранга) Криницкий, Евгений Иванович
- 27.08.1912 — 02.08.1915 — капитан 2-го ранга (с 06.04.1914 капитан 1-го ранга) Кротков, Николай Васильевич

### Старшие офицеры
- 28.06.1872—22.06.1873 капитан-лейтенант Ф. К. Авелан

### Другие должности
- ??.04.1878—??.??.1879 штурманский офицер кондуктор КФШ С. А. Варгин[3]
- ??.??.1880—??.??.1881 мичман Ф. К. Дриженко
- ??.??.188?—??.??.1892 старший судовой механик Л. Я. Якобсон
- ??.??.1???—??.??.1903 А. С. Новиков